# Ördüc
Ördüc è un comune dell'Azerbaigian situato nel distretto di Quba. Conta una popolazione di 200 abitanti.